# Supermicro

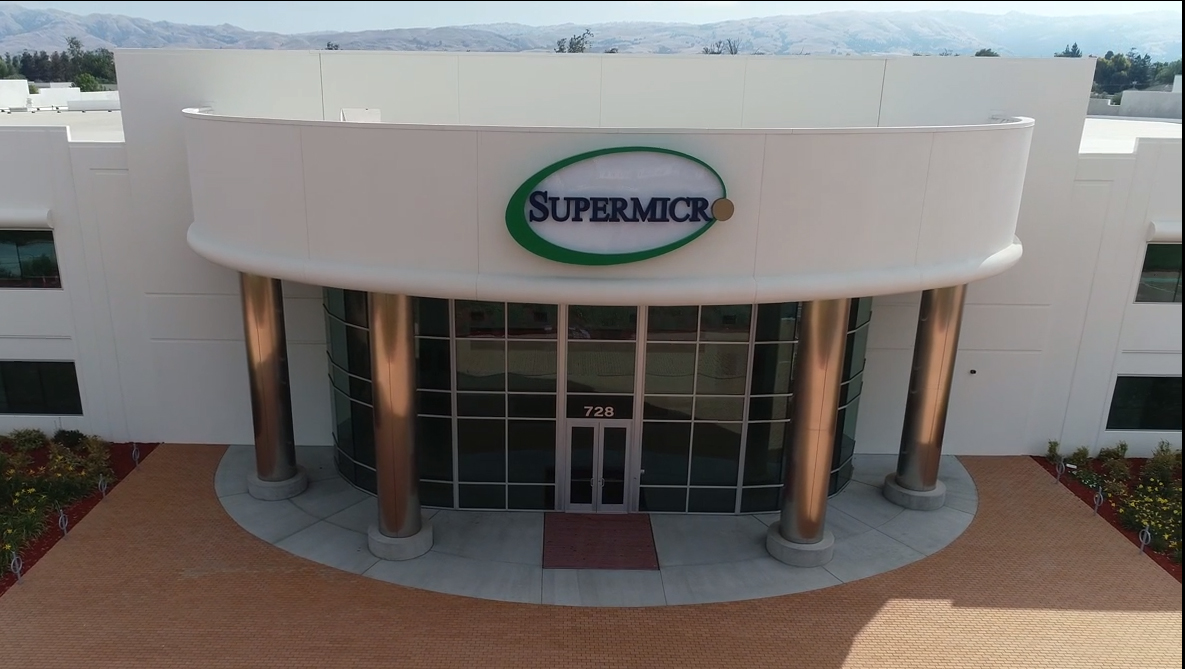
Supermicro Green Computing Park

Super Micro Computer, Inc. or Supermicro (NASDAQ: SMCI) projeta, desenvolve, fabrica e vende servidores baseados em arquitetura x86. As ofertas da empresa incluem servidores em rack server e blade server systems, high-end workstations, storage server systems, motherboards, chassis, e componentes para servidores chamados Server Building Block Solutions.
Fundada em 1993 e localizada em San Jose, California, Supermicro emprega 803 funcionários em suas operações nos Estados unidos , Europa, e Asia com clientes em mais de 76 países . a Empresa oferece seus produtos através de revendedores de valor agregado, integradores, e fabricantes de equipamentos originais(OEM), bem como através  de sua força de vendas direta.
Supermicro tem sido rentável a cada ano desde a sua criação e gerou cerca de US $ 2 bilhões em vendas durante sua inicial de 15 anos de operação. Supermicro foi fundada em 1993 pelo engenheiro e atual CEO Charles Liang. A empresa foi constituída em Delaware, em agosto de 2006 e teve seu IPO em março de 2007.

## História
Segue um breve histórico das etapas de negócios Supermicro:
- Fundada pelo engenheiro Charles Liang, em outubro de 1993, em San Jose, CA
- Operações expandidas para Taipei, Taiwan, em julho de 1996
- Incorporada em Delaware em 28 de agosto de 2006
- Lançadoa o primeiro 1U Twin em janeiro de 2007
- Anunciada a primeira arquitetura UIO em  Março, 2007
- Anunciado primeira oferta pública IPO em Março 29, 2007
- Lançado SuperBlade na Computex em Junho, 2007
- Ultrapassou US$ 2 bilhões em receita acumulada desde a fundação em maio de 2008
- Anunciado nova arquitetura 2U Twin server em Fevereiro, 2008
- Inaugurada nova classe de produto, a GPU Supercomputing Server, em junho de 2009

## Escopo de Produtos
Supermicro oferece uma gama de opções do servidor com capacidade de CPU simples, duplas e quad suporte a arquiteturas multi-core Intel e AMD  em 1U, 2U, 3U, mini-torre mid / 4U/tower e fatores em forma de lâmina(blades). Desde 30 de junho de 2008, a Supermicro oferece cerca de 550 sistemas de servidores diferentes.[carece de fontes?] A linha de produtos da empresa inclui também o seu Server Building Block Solutions. Estes incluem serverboards, chassis e fontes de alimentação, Universal Supermicro I / O (UIO) a tecnologia de cartões de expansão, a rede de equipamentos, componentes e acessórios do sistema, tais como microprocessadores, memória e unidades de disco em cerca de 2.400 peças mantidas em estoque  (SKUs).

## Principais Tecnologias
- Server Building Block Solutions

Supermicro oferece uma ampla seleção de modulares e interoperáveis Server Building Block Solutions, que podem ser configuradso para criar sistemas de servidores para aplicações específicas.Com esta metodologia, projetos personalizados de TI pode ser implantado para data centers, clusters de computação de alta performance, high-end e implantações estação GPU-intensiva, redes de armazenamento, bem como ambientes de servidor único.
- Universal I/O (UIO)

Esta tecnologia permite aos usuários adicionar até 3 placas de expansão para um sistema de servidor de 1U ou 6 cartões de expansão de um sistema de 2U. servidores Supermicro UIO, em combinação com uma placa riser e placa UIO, pode fornecer mais de 20 opções de rede diferentes, incluindo RAID SAS-2, InfiniBand e Ethernet de 10 Gigabit.
- Família Twin

A família Twin da Supermicro inclui os 1U sistema Twin, que contém dois nós de recursos completos de computação em um rack 1U. O Twin 2U contém quatro nós independentes com recursos completos de computação em um chassi de 2U. Cada nó mantém esses sistemas de controle independente do sistema de pleno e de gestão.
- Servidores de Supercomputação com GPU

Em março de 2010 a Supermicro anunciou uma nova classe de servidores que combina GPUs maciçamente paralelo com CPUs multi-core em um único servidor. This configuration delivers performance at least an order of magnitude better than traditional quad-core CPU-based servers.[carece de fontes?] Esta tecnologia dá aos usuários a capacidade de executar tarefas que eram tradicionalmente dirigidas apenas com supercomputadores maciça ou que eram insolúveis.
- Soluções SuperBlade

Para atender à crescente demanda por servidores blade, a Supermicro desenvolveu e introduziu em 2007 um servidor blade solution chamado SuperBlade. Estes sistemas são auto-suficientes servidores projetados para compartilhar uma infra-estrutura computacional comum, economizando assim mais espaço e poder. As soluções incluem o DatacenterBlade, uma oferta de 14-blade para data centers, a OfficeBlade 10-blade para ambientes de escritório silencioso e StorageBlade para armazenamento de dados central. Um Mini Rack 14U Gabinete projetado para ambientes de escritório também está incluso nas soluções SuperBlade.

## Responsabilidade Ambiental
Supermicro suporta a "Climate Savers Computing Initiative (CSCI)" como um membro importante e Presidente da sua CSCI APEC Região. CSCI objetivo é promover o desenvolvimento, implementação e adoção de tecnologias inteligentes que possam melhorar a eficiência do computador, com uma meta a atingir 50% de redução no consumo de energia do computador em 2010. Supermicro se esforça para criar seus produtos com eficiência energética em mente para apoiar o lema da empresa: Manutenção TI Verde.[carece de fontes?]